# ساباتو د سارنو
ساباتو د سارنو (ایتالیایی: Sabato de Sarno)، (زادهٔ ۱۹۸۳ یا ۱۹۸۴ (۴۱–۴۲ سال) میلادی)؛ یک طراح ایتالیایی است که از سال ۲۰۲۳ میلادی مدیر خلاقیت خانهٔ مد گوچی است. او با برندهایی چون پرادا، دولچه اِ گابانا، ولنتینو همکاری داشته است.

## زندگی‌نامه
ساباتو د سارنو که در ناپل متولد شد، از یک خانوادهٔ معمولی ایتالیایی می‌آید. او بزرگ‌ترین فرزند از سه فرزند خانواده است. او دوران کودکی خود را در حومهٔ ناپل، در شهر چیچانو گذراند. در ۱۳ سالگی جانی ورساچه را کشف کرد که به سرعت به الگوی او تبدیل شد. در یک سفر مدرسه به رم بود که او اشتیاق به مد را کشف کرد و اولین کالای لوکس خود، یک ژاکت تام فورد را خرید؛ به همین دلیل او تحصیلات خود را در یک مدرسهٔ مد، مؤسسهٔ کارلو سکولی در میلان، ادامه داد. در سال ۲۰۰۲ میلادی، او برندهٔ جایزهٔ سوزن طلایی شد، جایزه‌ای که توسط مدرسه به او اعطاء شد. دامنی که این جایزه را برای او به ارمغان آورد، توجه استخدام‌کننده‌ای از پرادا را به خود جلب کرد. او در سال ۲۰۰۸ میلادی مدتی را در دولچه اِ گابانا گذراند و در آنجا مسئولیت کلکسیون‌های لباس بافتنی را بر عهده داشت. او به مدت ۱۴ سال در ولنتینو کار کرد و در سال ۲۰۲۰ میلادی به عنوان «مدیر پوشاک‌آمادهٔ مردانه و زنانه» انتخاب شد.
در ۲۸ فوریه ۲۰۲۳ میلادی توسط گروه فرانسوی کرینگ به عنوان «مدیر هنری» پرچمدار برند پوشاک‌آمادهٔ لوکس گوچی منصوب شد و جانشین الساندرو میکله شد. اکنون او با همسرش دانیله کالیستی و سگش لوچه در رم زندگی می‌کند.
در روز جمعه ۱۲ ژانویه ۲۰۲۴ میلادی بود که ساباتو د سارنو در هفتهٔ مد میلان، اولین نمایش مردانهٔ پاییز-زمستان ۲۰۲۵-۲۰۲۴ میلادی خود را به نام آنکورا ارائه داد. این اولین نمایش مد که مورد استقبال منتقدان قرار گرفت، هویت این طراح ایتالیایی را تایید کرد.

## حرفه
د سارنو کار خود را با پرادا در سال ۲۰۰۵ میلادی آغاز کرد. او بعداً برای دولچه اِ گابانا و از سال ۲۰۰۹ میلادی به عنوان مدیر کلکسیون‌های مردانه و زنانه در ولنتینو کار کرد.
انتصاب او در گوچی در سال ۲۰۲۳ میلادی اولین نقش او در رهبری یک خانهٔ مد بود. او اولین مجموعهٔ خود را در سپتامبر ۲۰۲۳ میلادی در هفتهٔ مد میلان عرضه کرد.

## نگاه و تاثیر
ساباتو د سارنو خود را ستایشگر بزرگ آثار تام فورد، مدیر هنری سابق گوچی از سال ۱۹۹۰ تا ۲۰۰۴ میلادی اعلام می‌کند.
او می‌خواهد فضای بیشتری برای احساس و اشتیاق در کارش ایجاد کند. این همچنین کلیدواژهٔ نمایش پوشاک‌آمادهٔ زنانه آن در هفتهٔ مد میلان، پاییز-زمستان ۲۰۲۴ میلادی بود. ساباتو د سارنو همینطور عاشق موسیقی است و می‌گوید که منحصراً در موسیقی فعالیت می‌کند؛ او غالباً در طی شوهای مد خود با دوست خود مارک رانسون تماس می‌گیرد.

## تعهدات
د سارنو به هدف ال‌جی‌بی‌تی‌کیو+ متعهد است و آن را پنهان نمی‌کند. در دسامبر ۲۰۲۳ میلادی، او یک کمپین کریسمس برای گوچی با همه نوع مردمی که جامعهٔ دگرباش را نمایندگی می‌کنند، راه‌اندازی کرد. موجی از نفرت به راه افتاد و برخی خواستار تحریم این برند شدند.